# Serena Ryder
Serena Ryder (* 8. Dezember 1983 in Toronto, Ontario) ist eine kanadische Sängerin und Gitarristin.

## Leben
Ryder hatte bereits als Teenager Auftritte sowohl als Solokünstlerin als auch in verschiedenen Bands. 1999 wurde mit Falling Out die erste CD mit von ihr selbst geschriebenen Songs bei dem Independent-Label Mime Radio aus Peterborough (Ontario) veröffentlicht. Danach erschienen mit Serena (1999; nur auf Kassette), Live at The Market Hall, A Day In the Studio (beide 2002) und Serena Ryder Live (2003) unabhängige EPs und Live-Aufnahmen.
2005 erschien Unlikely Emergency bei Hawksley Workmans Label Isadora Records. Das folgende Album If Your Memory Serves You Well kam im Jahr darauf bei dem Major-Label EMI heraus. 2007 veröffentlichte Ryder die EP Told You in a Whispered Song und im November 2008 ihr Album Is It O.K. (bisher nur in Kanada).
2007 erhielt sie den kanadischen Juno Award als Nachwuchskünstlerin des Jahres. Für ihr Vorprogramm buchte sie 2009 ihr Québec-Pendant Carole Facal alias Caracol.
Bei den Juno Awards 2014 wurde sie als Künstlerin sowie Songwriterin des Jahres ausgezeichnet.

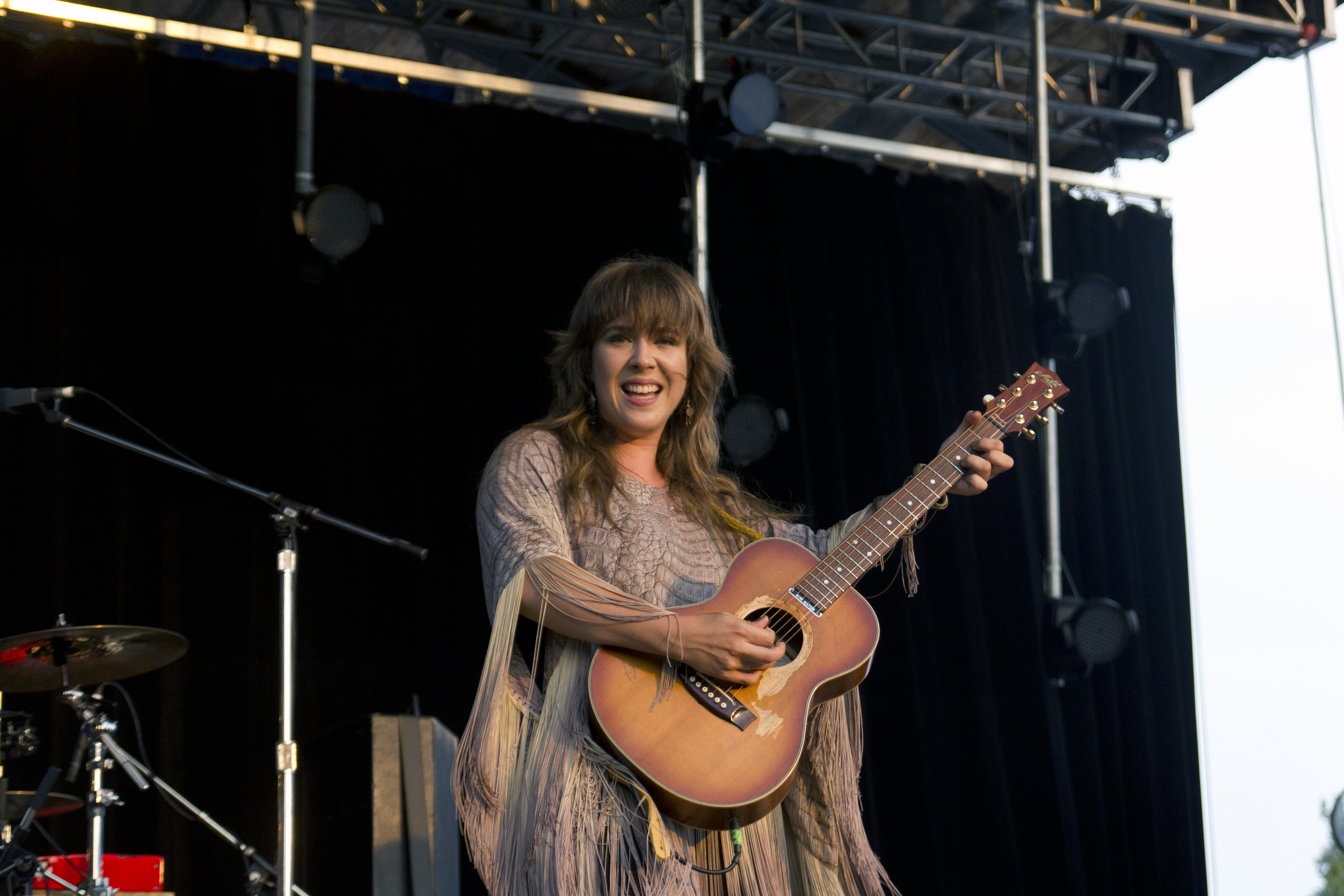
Serena Ryder beim Hillside Festival 2011 in Guelph

## Diskografie

### Alben
- Falling Out (1999)
- Unlikely Emergency (2005)
- If Your Memory Serves You Well (2006) (CA: Gold)
- Is It O.K. (2008)
- Harmony (2012)
- Utopia (2017)

### EPs
- Serena (1999)
- A Day in the Studio (2002)
- Told You in a Whispered Song (2007)

### Live-Aufnahmen
- Live at the Market Hall (2002)
- Serena Ryder Live (2003)

### Singles
- Good Morning Starshine (2006)
- Weak in the Knees (2006)
- Little Bit of Red (2008)
- Stompa (2012)
- What I Wouldn’t Do (2013)
- Got Your Number (2016) (CA: Gold)